# Statistica
Statistica é um software de métodos estatísticos que possui um conjunto de software de análises estadístico que provê de um conjunto de ferramentas para análise, gestão e visualização de bases de dados e Data Mining. As suas técnicas incluem uma selecção de modelação preditiva, agrupamentos (clustering) e ferramentas exploratórias.

## Visão geral
A Statistica é um pacote de produtos e soluções de software de análise desenvolvidos originalmente pela StatSoft e adquiridos pela Dell em março de 2014. O software inclui uma matriz de análise de dados, gerenciamento de dados, visualização de dados e dados. procedimentos de mineração; bem como uma variedade de modelagem preditiva, agrupamento, classificação e técnicas exploratórias.
Técnicas adicionais estão disponíveis através da integração com o ambiente de programação livre  R de código aberto. Diferentes pacotes de técnicas analíticas estão disponíveis em seis linhas de produtos.

## Categorias da linha de produtos Statistica
- Empresarial (Enterprise): Soluções do Statistica desenvolvidas para serem usadas por múltiplos utilizadores de um sítio (site) Internet ou de uma Organização/Empresa. Estas soluções incluem o uso do Statistica recorrendo a arquitecturas thin-client ao longo de uma rede WAN (wide area network).
- Aplicações Analíticas por Internet: Soluções do Statistica desenvolvidas numa arquitectura baseada na Rede (Internet). São altamente escalonáveis e desenhadas para soluções analíticas “chave-na-mão” acessíveis pela Internet.
- Soluções para Data Mining: O Data Miner do Statistica é um sistema para todo o processo de Data Mining, desde a consulta (query) às bases de dados até à produção dos relatórios finais.
- Monoutilizador (Desktop): Produtos da linha Statistica desenhados para utilização num único computador ou estação de trabalho.

## Pacotes do STATISTICA
STATISTICA Base-Todas as ferramentas gráficas, de integração e produção de relatórios estão presentes neste módulo estrutural do Statistica. Ferramentas para Estatística Descritiva, Regressão Linear, Análise de Variância, Testes de Hipóteses, Testes Não-Paramétricos e Ajustamentos a distribuições. Todas as ferramentas gráficas e de acesso a bases de dados do Statistica estão disponíveis.
STATISTICA Advanced-Statistica para Análise Multivariada.
Inclui técnicas de Análise Discriminante, Factorial e de Componentes Principais, Escalonamento Multidimensional (Multidimensional Scaling), Análise de Fiabilidade, Análise de Correspondências e Análise de Correspondências Múltiplas, Análise Classificatória (de Clusters), Árvores de Regressão e Classificação. Inclui também uma implementação completa da Análise Discriminante Múltipla com selecção de variáveis – Modelos Discriminantes Generalizados (para analisar qualquer combinação de variáveis quantitativas ou qualitativas).
STATISTICA QC (Quality Control Charts)-Módulo para produção de gráficos de Controlo de Qualidade (X-barra, R, etc.). Contém uma ampla selecção de técnicas de análise para Controlo de Qualidade. Podem ser delineados novos procedimentos analíticos e juntá-los à aplicação.
STATISTICA Advanced + QC-Configuração para Indústrias e Empresas que queiram controlar os seus Processos. Inclui ferramentas de Seis Sigma.
STATISTICA Neural Networks-Pacote com Redes Neuronais para previsão, classificação, séries temporais, etc.,que permitem aos utilizadores menos experientes seleccionar a melhor rede neuronal para os seus dados. No entanto, o SNN permite também controlar todo o processo de construção da rede neuronal.
STATISTICA Data Miner-Ferramenta que utiliza os algoritmos mais avançados do momento para descobrir valor, tendências, informação – Conhecimento – dos seus dados.
STATISTICA Multivariate Statistical Process Control (MSPC)-Controlo de Qualidade Multivariado. Permite controlar a Qualidade de muitas variáveis num só gráfico, quando há muitos factores para controlar.
Permite a gestão de qualquer tipo de documentos (encontrar os documentos, aceder aos documentos, procurar conteúdos, resumir e fazer uma apreciação global, organizar, editar, aprovar, etc.). Está especificamente concebido para garantir a normas documentais dos critérios FDA 21 CFR Part 11, Sarbanes-Oxley e ISO 9000, 9001, 14001.